# Nat Wolff
Nathaniel Marvin Wolff (* 17. prosince 1994, Los Angeles, Kalifornie, Spojené státy americké) je americký herec, zpěvák, skladatel, klávesista a kytarista. Stal se známým díky účinkování v seriálu The Naked Brothers Band, který vytvořila a produkovala jeho matka Polly Draper a v roce 2007 za něj získal Broadcast Music, Inc. Cable Award.
Jeho otec je hudebník Michael Wolff, který mimo jiné produkoval dvě seriálová soundtracková alba s názvy The Naked Brothers Band (2007) a I Don't Want to Go to School (2008); první jmenované se umístilo na 23. místě v Top 200 Billboard Charts. Nat a jeho mladší bratr Alex Wolff, se kterým zformoval hudební duo Nat & Alex Wolff a v roce 2011 společně vydali album nazvané Black Sheep.

## Osobní život
Narodil se v Los Angeles v Kalifornii jako syn jazzového pianisty Michaela Wolffa a herečky Polly Draper. Je starším bratrem herce, zpěváka a skladatele Alexe Wolffa. Jeho dědeček z matčiny strany byl občanský vůdce William Henry Draper a je také synovcem investora Tima Drapera, bratrancem herečky Jesse Draper a prapravnuk bankéře a diplomata Williama Henryho Drapera mladšího. Jeho otec je Žid, zatímco jeho matka pochází z křesťanské rodiny, Wilff byl vychováván s „respektem pro židovské tradice“. Vyrostl v New Yorku a prohlásil, že ve svém volném čase rád hraje basketbal, píše hudbu a hraje si se rodinným psem, který se jmenuje E.T.

## Kariéra
Svojí hereckou kariéru zahájil v menší roli v divadelní hře Getting Into Heaven (2003) a Heartbeat of Baghdad (2004) v The Flea Theater. V roce 2005 se objevil v hudební komedii The Naked Brothers Band: The Movie. Film zakoupila televizní stanice Nickeloden jako pilot k stejnojmennému televiznímu seriálu, který běžel mezi roky 2007 až 2009. Seriál získal cenu BMI Cabel Award za hudbu a samotný Nat získal dvě nominace na Young Artist Award a jednu nominaci na Kids Choice Award v kategorii nejlepší televizní herec.
Dále se objevil v televizním filmu stanice Nickelodeon Táta: matka pluku, v romantické komedii Šťastný Nový rok, v nezávislém dramatu Komuna mé matky. V roce 2013 se objevil v komedii Admission a v roce 2014 v komedii Behaving Badly. Ten samý rok získal roli v dramatickém filmu Hvězdy nám nepřály, za kterou získal dvě ceny Teen Choice Awards. Jako Q se objevil ve filmu Papírová města.

## Filmografie

### Film
| Rok  | Název                 | Role                 | Poznámky |
| ---- | --------------------- | -------------------- | -------- |
| 2011 | Šťastný Nový rok      | Walter               |          |
| 2011 | Special Things To Do  | Cliff                |          |
| 2012 | The Last Keeper       | Simon                |          |
| 2012 | Komuna mé matky       | Jake                 |          |
| 2013 | Spisovatelé           | Rusty                |          |
| 2013 | Admission             | Jeremiah             |          |
| 2014 | Palo Alto             | Fred                 |          |
| 2014 | Hvězdy nám nepřály    | Isaac                |          |
| 2014 | Behaving Badly        | Rick Stevens         |          |
| 2015 | Stážista              | Justin               |          |
| 2015 | Ashby                 | Ed Wallis            |          |
| 2015 | Papírová města        | Quentin “Q” Jacobsen |          |
| 2015 | Babi                  | Cam                  |          |
| 2016 | In Dubious Battle     | Jim Nolan            |          |
| 2017 | Death Note            | Light Turner         |          |
| 2017 | Který je ten pravý?   | Teddy Dorsey         |          |
| 2018 | Stella's Last Weekend | Jack                 |          |
| 2018 | Rosy                  | Doug                 |          |
| 2018 | Good Posture          | Jon                  |          |
| 2018 | Body Cam              | Danny                |          |
| 2019 | Mortal                | Eric                 |          |

### Televize
| Rok       | Název                              | Role          | Poznámky                    |
| --------- | ---------------------------------- | ------------- | --------------------------- |
| 2007–2009 | The Naked Brothers Band: The Movie | Sám sebe      | hlavní role, 42 dílů        |
| 2009      | Táta: matka pluku                  | Sám sebe      | Televizní film              |
| 2009      | BrainSurge                         | Sám sebe      | díl: „Celebrity BrainSurge“ |
| 2017      | Room 104                           | starší Joseph | díl: „The Missionaries“     |

### Divadlo
| Rok  | Název        | Role   | Poznámky                     |
| ---- | ------------ | ------ | ---------------------------- |
| 2016 | Buried Child | Vincef | The New Group, mimo Broadway |

## Diskografie

### Soundtrack -The Naked Brothers Band
- 2007: The Naked Brothers Band
- 2008: I Don't Want to Go to School

### Studiové album
- 2011: Black Sheep

## Ocenění a nominace
| Rok  | Ocenění                            | Kategorie                                                                | Práce                   | Výsledek  |
| ---- | ---------------------------------- | ------------------------------------------------------------------------ | ----------------------- | --------- |
| 2007 | BMI Cable Award                    | BMI Cable Award                                                          | The Naked Brothers Band | vítězství |
| 2008 | Young Artist Awards                | nejlepší mladé obsazení v televizním seriálu                             | The Naked Brothers Band | nominace  |
| 2009 | Young Artist Awards                | nejlepší televizní herec: komedie/drama – mladý herec                    | The Naked Brothers Band | nominace  |
| 2009 | Nickelodeon Kids' Choice Awards    | nejoblíbenější televizní herec                                           | The Naked Brothers Band | nominace  |
| 2010 | Young Artist Awards                | nejlepší televizní herec: komedie/drama – mladý herec                    | The Naked Brothers Band | nominace  |
| 2014 | Young Hollywood Awards             | objev roku                                                               |                         | nominace  |
| 2014 | Teen Choice Awards                 | nejlepší filmový zloděj scén                                             | Hvězdy nám nepřály      | vítězství |
| 2014 | Teen Choice Awards                 | nejlepší filmový chemie (společně s Anselem Elgortem a Shailene Woodley) | Hvězdy nám nepřály      | vítězství |
| 2014 | International Online Cinema Awards | nejlepší herec ve vedlejší roli                                          | Palo Alto               | nominace  |
| 2015 | Teen Choice Awards                 | nejlepší letní filmová hvězda: muž                                       | Papírová města          | nominace  |
| 2015 | CinemaCon Awards                   | stoupající hvězda                                                        |                         | vítězství |